# Algeriets Ministerråd
Algeriets Ministerråd består af lederne af regeringens ministerier. Præsidenten udpeger en premierminister, der nedsætter ministerrådet.

## Medlemmer
| Portefølge                                                       | Minister                  |
| ---------------------------------------------------------------- | ------------------------- |
| Præsident                                                        | Abdelaziz Bouteflika      |
| Premierminister                                                  | Ahmed Ouyahia             |
| Statsminister                                                    | Abdelaziz Belkhadem       |
| Statsminister for indenrigspolitik og Lokalstyre                 | Noureddine Yazid Zerhouni |
| Statsminister uden portefølje                                    | Bouguerra Soltani         |
| Landbrugsminister                                                | Rachid Benaissa           |
| Handelsminister                                                  | El Hachemi Djaaboub       |
| Kommunikationsminister                                           | Abderrachid Boukerzaza    |
| Kulturminister                                                   | Khalida Toumi             |
| Mine- og Energiminister                                          | Chakib Khelil             |
| Finansminister                                                   | Karim Djoudi              |
| Fiskeriminister                                                  | Smail Mimoune             |
| Udenrigsminister                                                 | Mourad Medelci            |
| Sundheds-, Befolknings-, og Hospitalsreformsminister             | Said Barkat               |
| Højere Uddannelses- og Forskningsminister                        | Rachid Harraoubia         |
| Bolig- og Byudviklingsminister                                   | Noureddine Moussa         |
| Industriminister                                                 | Abdelhamid Temmar         |
| Justitsminister                                                  | Tayeb Belaiz              |
| Beskæftigelsesminister                                           | Tayeb Louh                |
| Minister for det nationale forsvar                               | Abdelaziz Bouteflika      |
| Minister for national uddannelse                                 | Boubekeur Benbouzid       |
| Solidaritets- og Familieminister                                 | Djamal Ould Abbas         |
| Minister for Postarbejde, Information og kommunikationsteknologi | Hamid Bessalah            |
| Minister for Offentlige arbejder                                 | Amar Ghoul                |
| Religionsminister                                                | Bouabdellah Ghlamallah    |
| Transportminister                                                | Amar Tou                  |
| Turisme-, Byplanlægnings- og Miljøminister                       | Cherif Rahmani            |
| Moudjahidineminister                                             | Mohamad Cherif Abbas      |
| Vandminister                                                     | Abdelmalek Sellal         |
| Ungdoms- og Sportsminister                                       | Hachemi Djiar             |

## Eksterne Henvisninger/Kilder
CIA – World Leaders Arkiveret 29. juni 2011 hos  Wayback Machine